# Ampelio eremita
Ampelio, conosciuto come Ampelio eremita (IV secolo – Bordighera, 5 ottobre 410 circa), è stato un religioso egiziano, che visse probabilmente al tempo degli imperatori Teodosio I (329-395) e Flavio Onorio (395-423) prima a Tebe nell'Alto Egitto, già centro di anacoreti, e poi in Liguria.

## Biografia
Nacque nella Tebaide, o forse ad Arezzo; una volta giunto a Bordighera decise di stabilirvisi per continuare nella propria vita fatta di eremitaggio, penitenza, preghiera e lavoro. Scelse, quindi, l'omonimo Capo dove visse tra gli scogli in una grotta od in una spelonca. Furono, in seguito, i monaci Benedettini ad innalzare sopra quel luogo ritenuto santo una chiesa tuttora esistente.
La vita del santo - a cui sono attribuiti numerosi miracoli - è stata narrata nell'antico passato da un monaco di San Colombano ed è inserita nei cosiddetti Acta Sanctorum. La morte di Ampelio viene ricordata il 5 ottobre.

## Culto
Secondo la religione cristiana sant'Ampelio resistette alle tentazioni del demonio brandendo un ferro rovente e così facendo ottenne da Dio il dono di essere insensibile alle scottature. È per questo considerato il santo patrono dei fabbri-ferrai.
Nel 1140 le spoglie mortali di Sant'Ampelio furono traslate dalla chiesa bordigotta di Capo S. Ampelio, in cui erano custodite, al convento dei monaci olivetani di Sanremo. Da allora i religiosi Olivetani - la cui fondazione si deve a san Bernardo Tolomei - considerano il santo un appartenente al loro Ordine.
Poco più di un secolo dopo, nel 1258, l'arcivescovo Gualtieri dispose l'ulteriore traslazione delle spoglie nel convento di Santo Stefano, a Genova.
Il corpo di Sant'Ampelio è stato riportato nella città di Bordighera il 16 agosto 1947 dove tuttora si trova nella parrocchia di Santa Maria Maddalena, nel centro storico.